# Lijst van rivieren in Nederland
Dit is een lijst van rivieren in Nederland.
Nederland ligt in de delta van drie grote Europese rivieren: de Rijn, Maas en Schelde. Deze rivieren en hun zijarmen wateren af op de Noordzee. Daarnaast zijn er nog vele kleinere rivieren waarvan een aantal uitmondt op voornoemde rivieren. Andere komen uit op IJsselmeer of Waddenzee. Hieronder een alfabetische lijst van een aantal rivieren in Nederland:
Het begrip rivier is hierbij ruim genomen: ook afgedamde en gekanaliseerde rivieren zijn vermeld. Kanalen (gegraven watergangen waarvan het waterpeil met sluizen wordt geregeld) en zeearmen zijn niet opgenomen.

Rivieren en andere wateren in Nederland

AAa – Aa of Weerijs – Drentsche Aa – Kleine Aa (Wildertse Beek) – Kleine Aa of Dommeltje - Kleine Aa (Someren) – Kleine Aa (Zwolle) – Kleine Aa (Weerijsbeek) – Westerwoldse Aa – Aar – Achterste Stroom – Afgedamde Maas – Alblas – Alm – Amer - Amstel – Angstel
BBeerze - Beilerstroom – Beneden-Merwede – Bergsche Maas – Bernisse – Berkel – Bijlandsch Kanaal – Binnendieze – Boorne – Boven-Merwede – Boven-Rijn – Brielse Maas – Bullewijk
DDiem – Dieze – Dinkel – Dintel – Does – Dokkumer Ee – Dommel – Kleine Dommel – Donge – Dordtsche Kil – Drecht – Drentsche Aa
EEe (Gaasterland-Sloten) – Ee (IJlst) – Eem – Eems – Enge IJssel - Essche Stroom
FFivel
GGaasp – Gantel – Ganzediep – Geeuw – Gein – Gelderse IJssel - Geleenbeek – Gender – Geul – Giessen – Glanerbeek – Goudriaan – Gouwe – Graafstroom – Grebbe - Grecht – Groene Wijzend – Groote Molenbeek – Groote Tjariet – Gulp
HHet Dee – Hierdense beek – Holendrecht – Hollandsch Diep – Hollandse IJssel – Honte – Houkesloot – Hunze
IIJe (of E) – IJssel of Gelderse IJssel – Hollandse IJssel – Kromme IJssel – Oude IJssel
JJeker
KKale - Keersop – Dordtsche Kil – Kingbeek – Krammer – Kromme IJssel – Kromme Mijdrecht – Kromme Raken – Kromme Rijn – Kwistbeek
LLauwers – Lei – Leidse Rijn – Lek — Leubeek – Liede – Linde – Linge – Linschoten – Loet – Luts
MMaas – Maasnielderbeek - Mark – Meije– Meppelerdiep – Merkske – Merwede – Minstroom – Molenbeek
NNederrijn – Neerbeek - Niers – Nieuwe Maas - Nieuwe Merwede – Nieuwe Rijn – Nieuwe Waterweg – Noor(beek) – Noord – Noord Aa
OOude IJssel – Oude Maas – Oude Maasje - Oude Rijn - Overijsselse Vecht
PPeizerdiep
RRaam – Reest – Regge – Reitdiep – Rekere – Reusel – Rijn – Kromme Rijn – Nieuwe Rijn – Oude Rijn (Utrecht en Zuid-Holland) – Oude Rijn (Gelderland) – Roer – Roode beek – Roosendaalse Vliet – Rosep – Rotte – Run
SSchelde – Scheur – Schie - Schinkel – Schipbeek – Schoonebeker Diep – Slinge – Smalwater – Spaarne – Spui – Steenbergse Vliet – Swalm
TThornerbeek – Tjonger – Tongelreep
VOverijsselse Vecht – Utrechtse Vecht – Vliet – Vlist — Vlootbeek – Voer – Voorste Stroom
WWaal – Waaltje – Waver – Weerijs – Weipoortse Vliet – Westereems – Westerschelde – Winkel – Wold Aa – Worm
ZZaan – Zandleij - Zijl  – Zoom - Zwarte Water